# Грънчарското колело на рая
„Грънчарското колело на рая“ (на английски: The Lathe of Heaven) е научнофантастичен роман на Урсула Ле Гуин от 1971. Сюжетът се гради около персонаж, чиито сънища променят действителността. Адаптиран е като сценарий за два телевизионни филма. Романът е номиниран за наградите Хюго и Небюла и печели наградата Локус Пол за най-добър роман за 1972 г. Първо се появява на откъси в списанието „Amazing Stories“.

## Сюжет
Действието се развива в Портланд. „Истинският свят“ е унищожен в атомна война и Джордж Ор сънува обратно съществуването му докато лежи, умиращ, сред останките. Това го поставя в първата от много реалности, които срещаме в книгата, където той е чертожник и дълго е злоупотребявал със забавящи съня лекарства, за да не сънува.
Действието се развива приблизително 30 години напред в бъдещето от момента, в който книгата е публикувана за първи път, и свръхнаселеността, недостигът, недохранването, глобалното затопляне, ужасната атмосфера в градовете и масовите войни в Близкия изток са всекидневие. Ор е принуден да премине през „доброволно“ психиатрично лечение заради злоупотребата си с лекарства, пред заплахата да бъде настанен в лудница.
Започва да посещатва амбициозен психиатър и изследовател на съня на име Уилям Хабер, който вижда силата на Ор да сънува „ефективно“ и иска да я използва, за да промени света. Той експериментира със своята „машина на съня“ (свързана с мозъчните вълни), наречена Аугментор. Опитите му да направи света по-добър чрез тази машина и способностите на Ор обаче неизменно се провалят:
- Когато Хабър нарежда на Джордж да сънува свят без расизъм, кожата на всички на планетата се оцветява в еднакъв светлосив цвят.
- Опитът на Хабър да се справи със свръхнаселението се оказва катастрофален, когато Джордж сънува опустошителна чума, която ликвидира 75% от човечеството.
- Опитите на Джордж да сънува „мир на Земята“ причиняват извънземно нашествие от Луната, което обединява всички нации на Земята срещу заплахата.

Всеки ефективен сън носи на Хабър повече пари и власт, докато по-късно в книгата той става практически владетел на света. Икономическият статус на Ор също се подобрява, но той не е съгласен с намесата на Хабър и просто иска да остави нещата на мира. Все повече се плаши от ненаситното желание на Хабър за власт и погрешното му чувство, че е Бог. Ор търси адвокат, за да го представя срещу Хабър. Влюбва се в адвокатката и дори се жени за нея в една реалност, опитът му да се измъкне от терапията е неуспешен.
В края на краищата, Хабър е неудовлетворен от съпротивата на Ор и решава сам да се заеме с ефективното сънуване. Първият му ефективен сън представлява знаменателен сблъсък между реалностите, създадени от Ор, и заплашва да унищожи изцяло Земята. Той е спрян от Ор чрез чистата сила на волята. Реалността е спасена, но извъртяна и съзнанието на Хабър се отказва, а Хабър полудява.
Въпреки че технологията играе малка роля, романът се занимава главно с философски въпроси за желанието ни да управляваме съдбата си, позитивисткия подход на Хабър поставен срещу даоиското спокойствие. Всяка глава започва с цитат от Хърбърт Уелс, Виктор Юго или даоистки мъдрости. Заради обрисуването на психологически-основаните алтернативни светове, романът често е бил описван като поклонът на Ле Гуин пред Филип Дик.
Книгата е много критична по отношение на психиатрията. На Ор, лъжливо слаб, а всъщност много силен и честен човек, му е лепнат етикет на болен, защото е извънредно много се плаши от способността си да променя реалността. Принуден е да премине през терапия, независимо дали го иска или не. Опитите му да се освободи от Хабър са подозрителни, защото е пациент на психиатър. През това време Хабър е очарователен, общителен и уверен в себе си и все пак именно той накрая полудява и едва не унищожава реалността. Той отхвърля притесненията на Ор относно намесата в реалността с бащинско психо-бърборене и се интересува повече от машината си и силите на Ор, отколкото с лечението на пациента си.
|  | Тази страница частично или изцяло представлява превод на страницата The Lathe of Heaven в Уикипедия на английски. Оригиналният текст, както и този превод, са защитени от Лиценза „Криейтив Комънс – Признание – Споделяне на споделеното“, а за съдържание, създадено преди юни 2009 година – от Лиценза за свободна документация на ГНУ. Прегледайте историята на редакциите на оригиналната страница, както и на преводната страница, за да видите списъка на съавторите. ВАЖНО: Този шаблон се отнася единствено до авторските права върху съдържанието на статията. Добавянето му не отменя изискването да се посочват конкретни източници на твърденията, които да бъдат благонадеждни. |